# کارینیانو
کارینیانو (به ایتالیایی: Carignano) یک منطقهٔ مسکونی در ایتالیا است که در استان تورین واقع شده‌است.

## خصوصیات
کارینیانو ۵۰٫۲ کیلومترمربع مساحت و ۹٬۲۵۸ نفر جمعیت دارد و ۲۳۵ متر بالاتر از سطح دریا واقع شده‌است.